# Eucalypta (jongerencentrum)

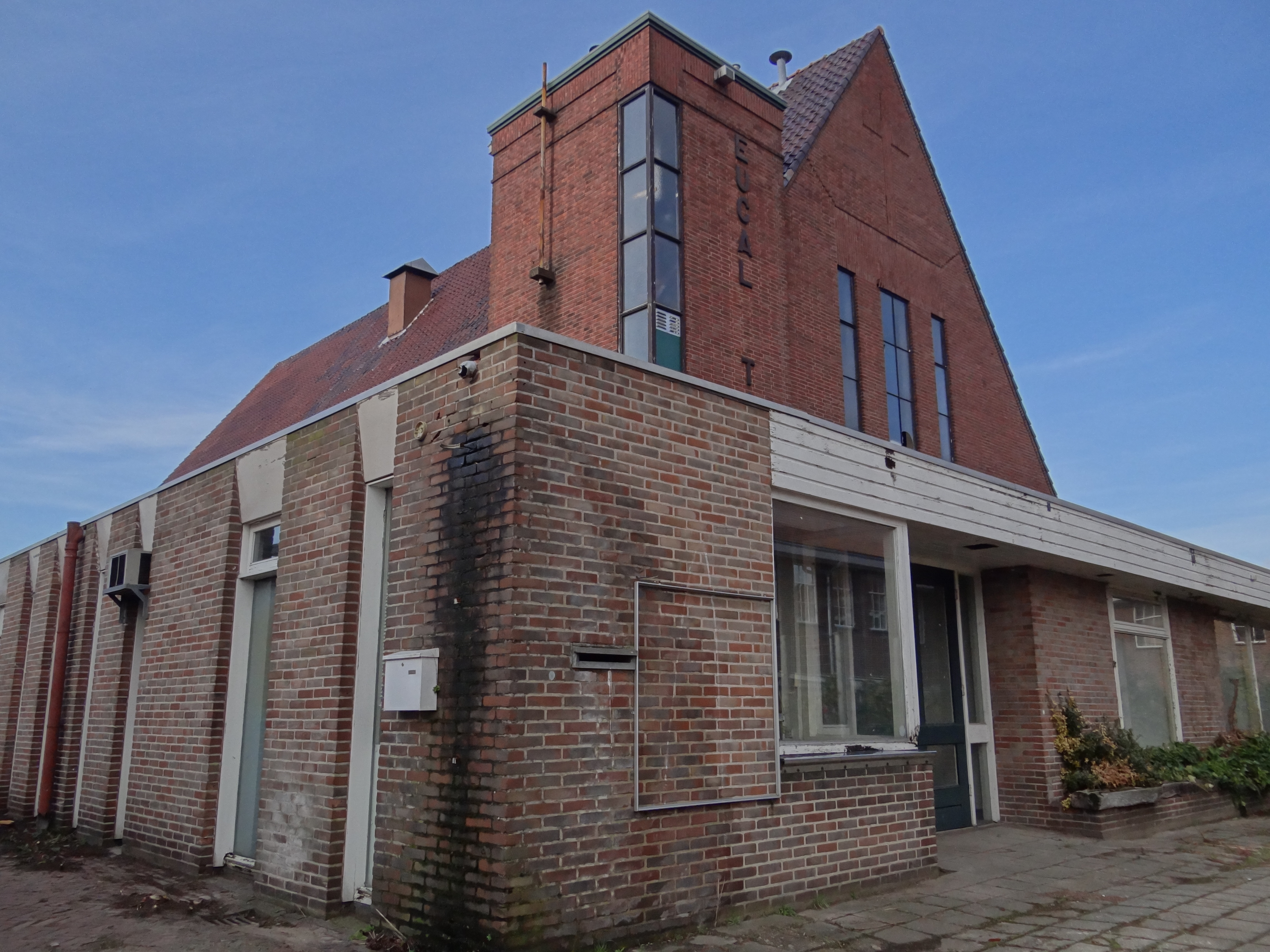
Het voormalig jongerencentrum in Winterswijk anno 2016

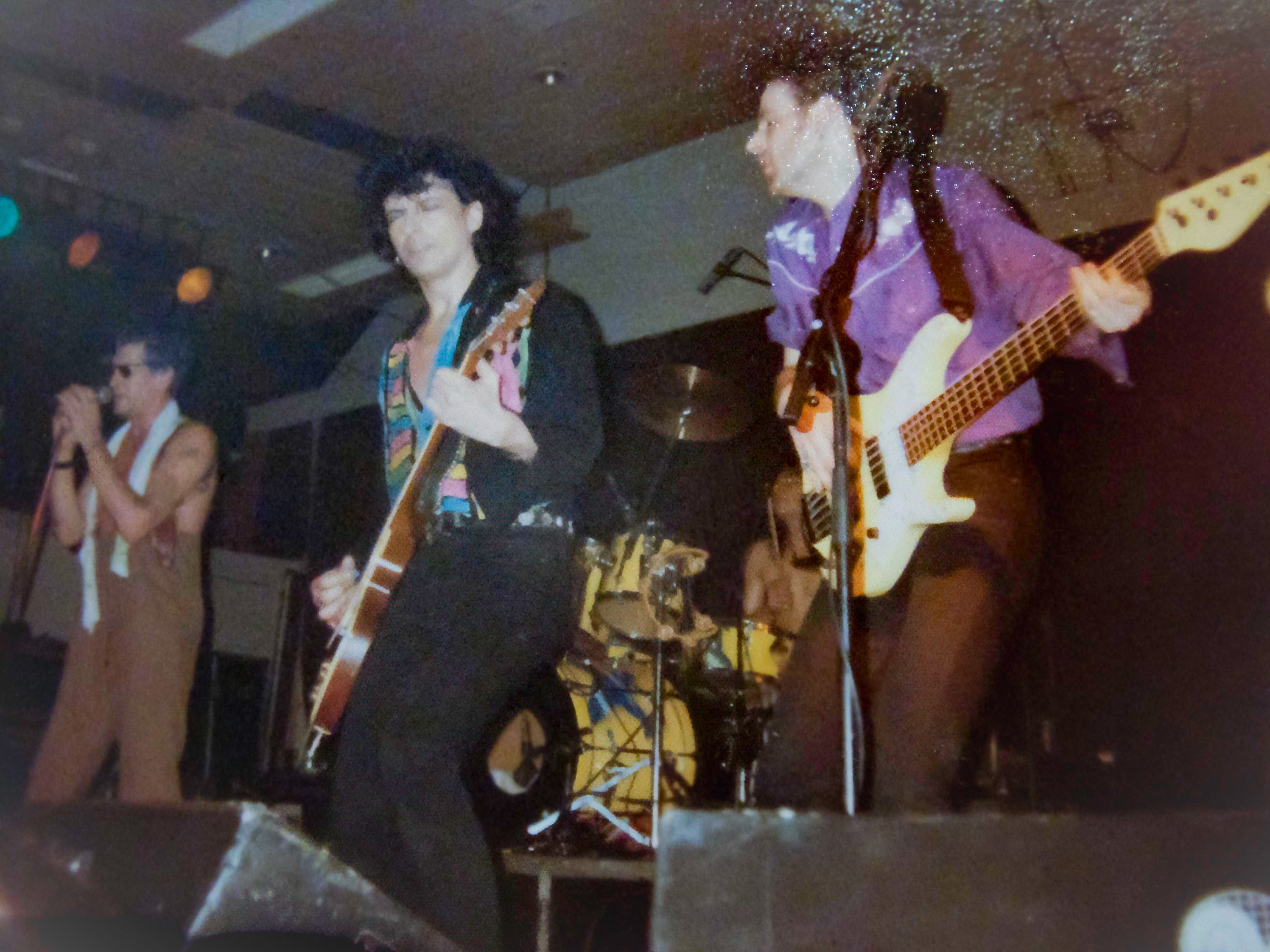
Herman Brood (links) in 1997 in Eucalypta

Eucalypta is de naam van een voormalig jongerencentrum in de gemeente Winterswijk. Naast een grote concertzaal was er ook een kelder waar regelmatig kleine concerten plaatsvonden. De naam Eucalypta verwijst naar de heks uit de televisieserie Paulus de Boskabouter.

## Geschiedenis
Het voormalige parochiehuis in de Jeugdkerkstraat werd eind jaren zestig, begin jaren zeventig onderdeel van een landelijk verschijnsel toen plaatselijke jongeren het gingen gebruiken voor alternatieve Provadya-avonden, met als bestanddelen popmuziek, dans, theater, poëzie, film en lichtshows. Na verloop van tijd werden de activiteiten geprofessionaliseerd en werd het een officieel jongerencentrum met regelmatig popconcerten en disco-avonden.
Midden jaren zeventig werd het pand na verbouwing onderdak voor een sociaal-cultureel centrum waar – in de geest van de tijd – ook activiteiten voor de jongere jeugd, werklozen en ouderen werden georganiseerd. De jongerenactiviteiten kwamen daarbij steeds meer onder druk. Na de eeuwwisseling werd het weer een jongerencentrum. Die jaren kenmerkten zich door een toenemend aantal activiteiten voor 16 plussers zoals houseparty's en popconcerten. Eind 2009 was er een plan om  Eucalypta een verbouwing/renovatie te doen ondergaan. In plaats daarvan besloot de gemeente echter het gebouw te slopen om er een appartementencomplex te kunnen realiseren. Voor jongeren werd in 2011 een beperkt toegankelijk plein voor sportieve activiteiten gepland.
Hoewel er een sloopvergunning was verleend, werd in 2016 bekend dat Evangeliegemeente Spoorzicht zich in het gebouw gaat vestigen. In 2017 werd bekend dat de rollen omgedraaid zijn. Het Centraal Gymnastieklokaal zal gesloopt worden om ruimte te maken voor extra parkeerplaatsen, waardoor het voormalige jeugdcentrum meer in het zicht zal komen.